# Bloguje.cz
Bloguje.cz byl český systém pro založení vlastního webového deníčku – blogu. 

## Historie serveru Bloguje.cz
Blogovací služba vznikla na jaře 2003 a byla spuštěna v květnu téhož roku. Programátorem služby byl Martin Malý, který na svém weblogu používá přezdívku Arthur Dent. Systém byl původně hostován na serveru Lukáše Vičánka (41200). Na vývoji se kromě Martina Malého podíleli i další lidé, např. Libor Krayzel (eLKa) udělal první design, Robert Madaj (Rony) přeložil rozhraní do slovenštiny a přispěl mnoha cennými radami a nápady.
Název domény „bloguje.cz“ navrhl Lukáš Vičánek a byl vybrán víceméně z nouze, protože původně uvažované názvy (blog.cz, blogy.cz, weblogy.cz) již byly registrovány. Prvním weblogem byl Hub. Systém začal být velmi vyhledávaným a využívaným. Pro generování příspěvků využívá statické HTML soubory. Tento způsob byl zvolen proto, že již od začátku funguje generování obsahu a jeho přenášení pomocí FTP na cizí servery. FTP přenos však už v současnosti není příliš podporován -- jako náhradu nabízí Bloguje.cz možnost přesměrovat na blog po dohodě s administrátorem vlastní doménu.
Koncem října roku 2003 vstupuje do projektu společnost LAAR, a. s., která nabídla hosting a zavázala se službu udržovat v provozu minimálně po dobu tří let. Původní programátor Martin Malý pracoval jako administrátor a hlavní vývojář Bloguje.cz coby zaměstnanec společnosti LAAR, a. s. do srpna 2007, kdy jeho funkci převzala Helena Trmotová, vystupující pod přezdívkou hekko.
15. května 2012 oznámil provozovatel systému Jakub Lešikar z LAAR, a.s., že ke dni 30. června 2012 služba končí. Na internetu se rozpoutala debata a snaha o jeho podporu. Jedním z prvních byl i bývalý majitel Martin Malý, který byl ochoten službu převzít a na svém blogu učinil veřejnou nabídku na převzetí systému. S investicí půl milionu korun chtěl Bloguje.cz revitalizovat i Michal Kubíček z PRONETmedia. Provozovatel na nabídky nereagoval a pouze vzkázal, že na svém rozhodnutí nic nemění.

## Poskytované služby
Bloguje.cz poskytoval uživatelům služby standardního redakčního systému (CMS). Blogger si mohl zvolit čas a datum publikování příspěvku, zařazení do rubriky, komentáře, hodnocení článků, ankety, trackback, možnost generování deníčku na jiný server než bloguje.cz, omezení přístupu pro vybrané čtenáře, vkládání obrázků a podobně.
Některé vlastnosti byly na Bloguje.cz unikátní nebo s nimi server přišel jako jeden z prvních.
Doména
Bloguje poskytoval uživatelům subdoménu třetího řádu ve tvaru http://uzivatel.bloguje.cz/. Bloguje poskytoval uživateli výběr z více variant domén (.com, .org, .info, .biz, .sk, .to, .se; bloguj.pl). Výběr byl automatický a nebyla nutná žádná registrace.
Kooperativní blog
Autor mohl pozvat do svého blogu další spoluautory.
ICQ robot
Pomocí rozhovoru s ICQ robotem bylo možné přidávat příspěvky do blogu. Vhodné například pro zaměstnance blogující ze zaměstnání.
SMS blog (moblog, mobilní blog)
Přidávání příspěvků do blogu pomocí SMS z mobilního telefonu.
Placené služby
Uživatelé mohli získat za poplatek pro své soubory víc místa a firmy zakládat komerční prezentace.

## Počet uživatelů Bloguje.cz
- 11. září 2005 mělo Bloguje.cz 6256 registrovaných weblogů.
- 27. února 2006 mělo Bloguje.cz 9206 registrovaných weblogů, z toho 3928 aktivních, tj. takových, které měly alespoň jeden nový článek za poslední 3 měsíce.
- 21. listopadu 2008 mělo Bloguje.cz 4663 weblogů.
- 18. květen 2012 mělo Bloguje.cz 3106 weblogů.

## Příklady blogů na Bloguje.cz
- Ostravak Ostravski – proslul vtipnými komentáři ze života psanými ostravským nářečím. Vydal již šest knížek (po ukončení služby bloguje.cz přemístěn na adresu http://denik.ostravaka.cz/ Archivováno 5. 8. 2012 na Wayback Machine.).
- Yfčin Hlodník – populární bloggerka; píše různé humorné příhody ze života. Známý je hlavně „deňýček“ týraného rodiče, její básničky a povídky kolují po internetu (například Z deníčku zanedbávané manželky, Pepanova padesátka, Dělej! – po zrušení služby bloguje.cz byl blog přestěhován na adresu http://yfca.wordpress.com).
- Bennyho blog – známý autor virů; nyní zaměstnán jako počítačový expert (po ukončení činnosti bloguje.cz byl blog přemístěn na adresu https://web.archive.org/web/20130105192141/http://blog.benny-online.eu/).